# 1760 en France
Chronologie de la France
- 1756
- 1757
- 1758
- 1759
- 1760
- 1761
- 1762
- 1763
- 1764

Cette page concerne l’année 1760 du calendrier grégorien.

## Événements
- 20 janvier : un léger tremblement de terre est ressenti dans le nord de la France[1].
- 22 janvier : bataille de Wandiwash. Les Britanniques assiègent Pondichéry, prise le 15 janvier 1761[2].

- 3 février : une déclaration royale institue pour toute la France un cinquième sol pour livre en sus des droits des fermes[3].
- 7 février : une déclaration royale substitue à la subvention générale de 1759 un nouveau vingtième dont l’industrie est exemptée et supprime les cent offices de receveurs des rentes créés en 1759. Elle double la capitation des non-taillables des pays de taille personnelle et triple celle des officiers de chancellerie et de toute personne tenant des deniers publics. La cour des aides accepte d’enregistrer le troisième vingtième, par les arrêts du 12 mars et du 9 juillet, à la condition que les rôles des vingtièmes et de la capitation soient déposés au greffe des élections et la connaissance de ces impositions restituée à la justice réglée[3]. Ces deux arrêts sont cassés par des arrêts du Conseil des 20 août et 13 octobre. La cour des aides répond à cette manœuvre du contrôle général en décrétant l’« ajournement personnel » des receveurs des tailles de Paris, Harvoin et Ledoux et du receveur des vingtièmes de Paris, St-Vaast et obtient par la déclaration du 13 avril 1761 la compétence sur la capitation taillable[4].

- 28 février : le corsaire français François Thurot est tué dans un combat au large de l’île de Man[5].

- 13 mars : l’assemblée du clergé accorde au roi un don gratuit ordinaire de 16 millions[6].
- 16 mars : ouverture d’un emprunt de 30 millions de livres à 4,5 % remboursable en 20 ans sur la ville de Strasbourg à la date du 1er mai[3].
- Mars : droit de 2 sols 6 deniers par livre sur l’amidon et la poudre à poudrer[3].

- 22 avril : le contrôleur général des finances, Bertin, adresse aux intendants une circulaire afin d’encourager les sociétés d’agriculture[7].

- Avril : Mémoire concernant les évocations et commissions extraordinaires présenté par les gens du Roi de la Cour des aides de Paris au chancelier[3].

- 1er mai : la première pièce de toile de Jouy est imprimée à la manufacture de Jouy-en-Josas, par l’industriel bavarois Oberkampf, installé à Paris depuis octobre 1758[8].
- Mai : émission de deux millions de rentes perpétuelles au capital de 50 millions et de 1,8 million de rentes perpétuelles avec lots sur la ferme des cuirs[3].

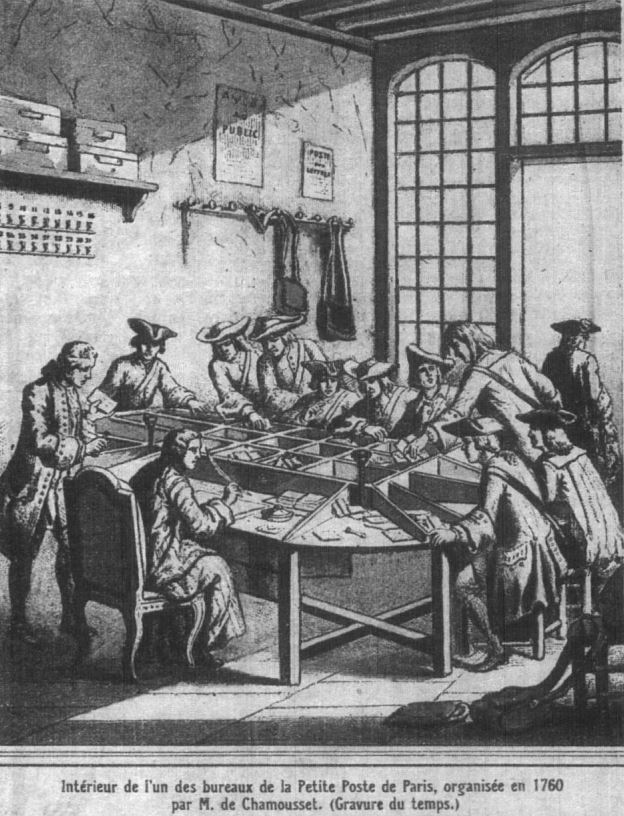
Bureau de poste à Paris en 1760 organisé par M. de Chamousset.

- 9 juin : ouverture du premier bureau de poste à Paris par Clément de Chamousset[9].

- 4 juillet : remontrances du parlement de Rouen, qui souhaite le rétablissement des États de Normandie et propose la devise « Un Roi, une loi, un Parlement »[10].
- 31 juillet : victoire du Hanovre et du royaume de Grande-Bretagne sur la France à la bataille de Warburg[11].

- 8 septembre : capitulation de Montréal[12].
- 18 septembre : déclaration par laquelle le roi rétablit l’exemption de taille visée en 1759 sauf pour la taille d’exploitation[3].

- 15 octobre : victoire française à Klostercamp[13].
- 19-24 décembre : Mirabeau est incarcéré au château de Vincennes, puis exilé pendant deux mois dans sa campagne du Bignon, pour son ouvrage la « Théorie de l’impôt »[14][Information douteuse].

- Emprunts : 60 millions de livres avec lots, 7 millions sur les États de Bretagne, 5 millions sur les États de Flandre, 4,5 millions sur les États de Languedoc, 2 millions sur les États de Bourgogne, 750 000 sur les États d’Artois[3].

- François Quesnay publie « Maximes générales du gouvernement économique d’un royaume agricole »[3].

- L’alpiniste Horace-Bénédict de Saussure visite pour la première fois la vallée de Chamonix. il fait publier la promesse d’une forte récompense à qui trouvera le chemin du sommet du Mont-Blanc. Il y retourne en 1761 et 1764 et il en laisse la description dans ses Voyages dans les Alpes[15].